# Chevrolet Constantia
Chevrolet Constantia — легковой автомобиль, выпускавшийся с 1969 по 1978 год подразделением Chevrolet компании General Motors в Южной Африке.

## Первая серия

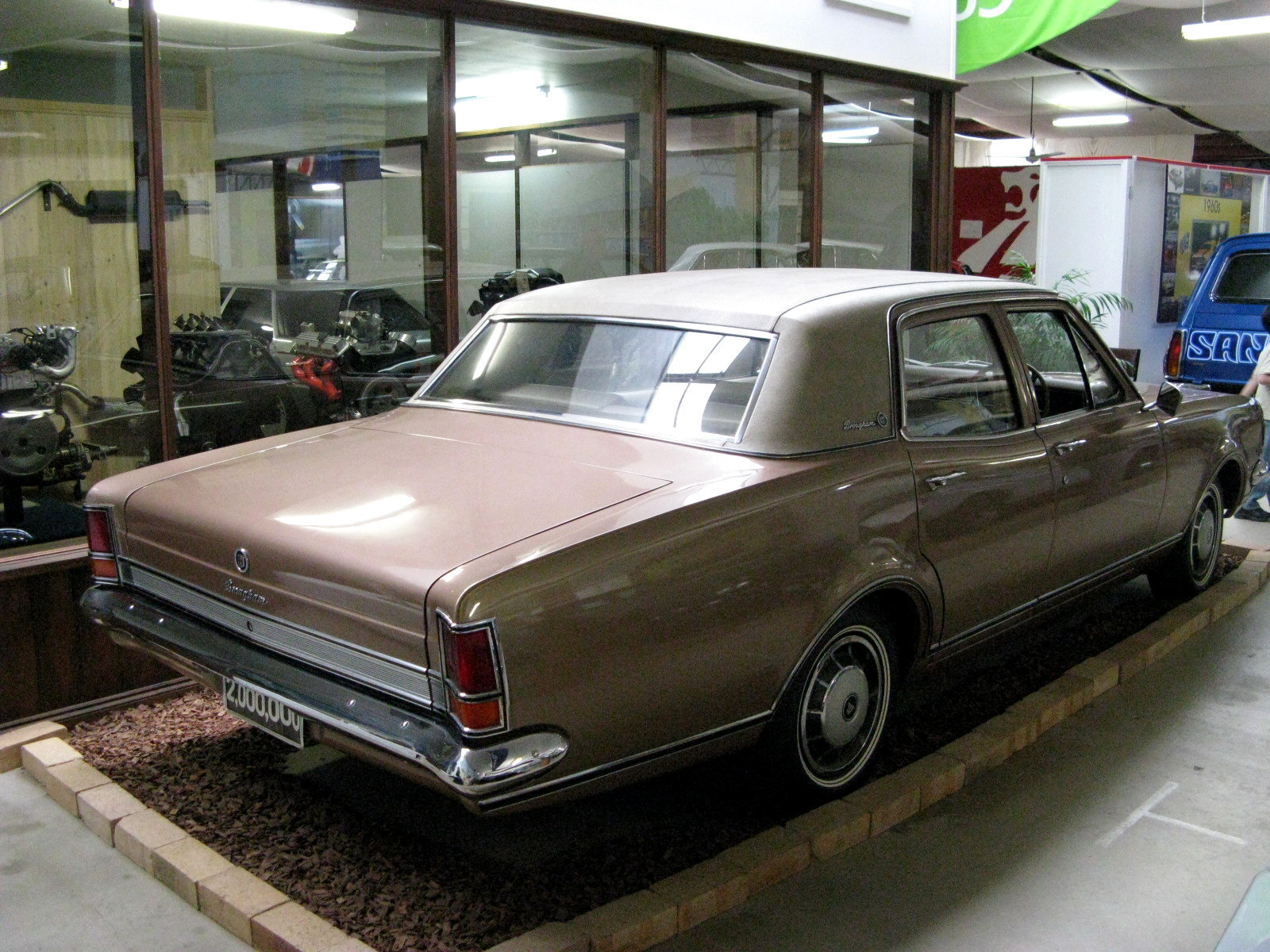
Holden HK Brougham — прародитель первой серии Chevrolet Constantia

Продажи первой серии Chevrolet Constantia начались в мае 1969 года параллельно с Kommando. Автомобиль был основан на австралийском четырёхдверном седане Holden Brougham, но отличался уникальной обработкой передней части. Изменения дизайна были предприняты в студии General Motors в Порт-Элизабет. В разное время Chevrolet Constantia оснащался 4,1-литровым шестицилиндровым двигателем или же 5,0-литровым двигателем V8. В 1969 году было продано 843 автомобиля, в 1970 году — 750 автомобилей, а в 1971 году — 800 автомобилей.

## AQ

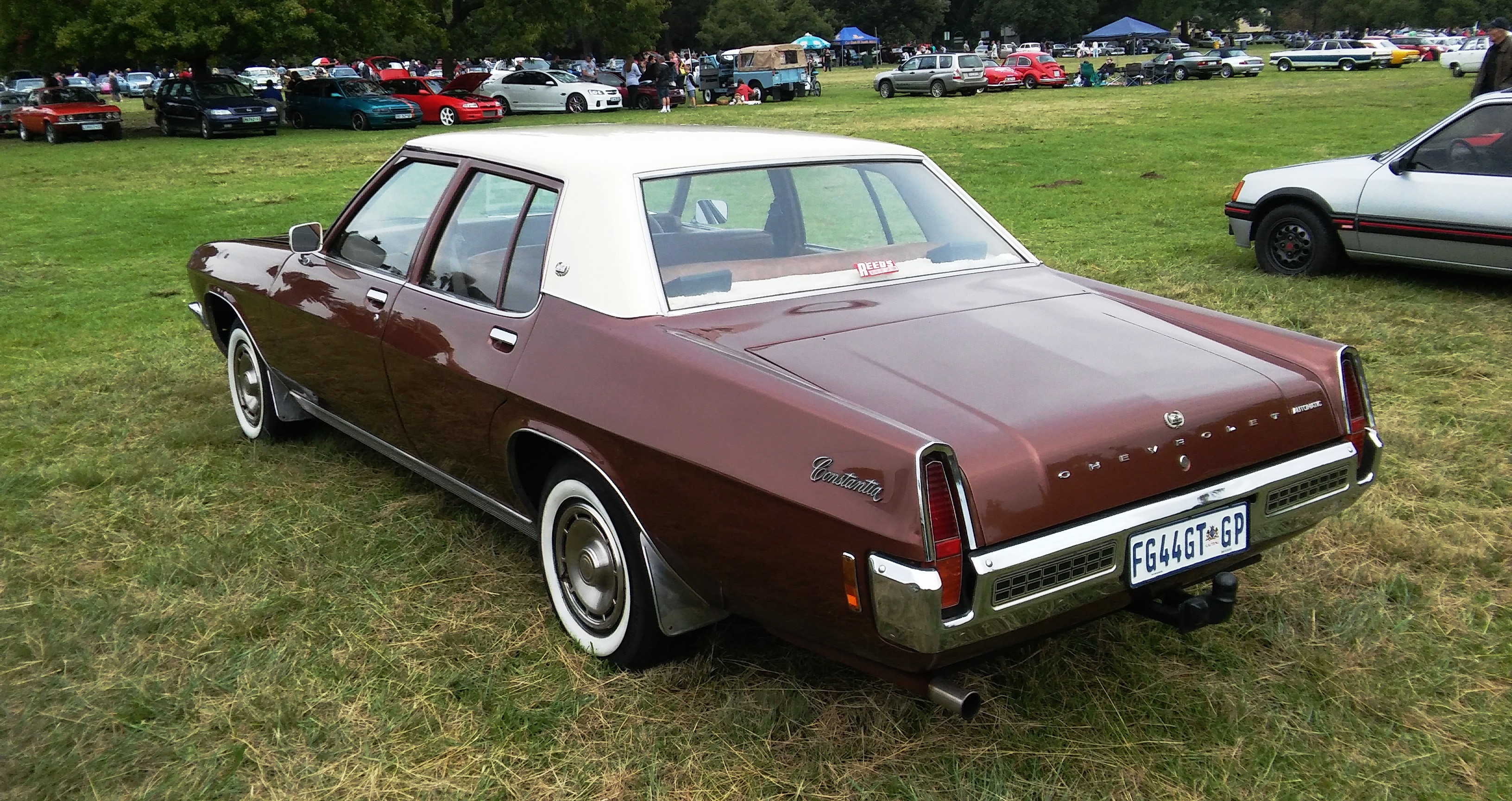
Chevrolet Constantia AQ (вид сзади)

Серия AQ была представлена в 1972 году на базе Statesman HQ. Радиаторная решётка была позаимствована у Chevrolet Malibu (1970). Работы по рестайлингу были совместными усилиями, предпринятыми в Австралии. AQ Series Constantia оснащался 4,1-литровым шестицилиндровым двигателем или же 5,0-литровым двигателем V8. Колпаки колёс были позаимствованы у североамериканского Chevelle Malibu (1971—1972).

## AJ
Серия AJ Constantia продавалась в Южной Африке с 1975 по 1978 год. Четырёхдверные седаны были основаны на Statesman HJ, а пятидверные универсалы — на Holden HJ. Серия AJ оснащалась 4,1-литровым шестицилиндровым двигателем или же 5,0-литровым двигателем V8. Люксовая версия продавалась под названием Chevrolet Caprice Classic.

## Продажи
Официальные данные по продажам Chevrolet Constantia в Южной Африке.
| Год             | 1969 | 1970 | 1971 | 1972 | 1973 | 1974 | 1975 | 1976 | 1977 | 1978 |
| --------------- | ---- | ---- | ---- | ---- | ---- | ---- | ---- | ---- | ---- | ---- |
| Первая серия    | 843  | 750  | 800  | ?    |      |      |      |      |      |      |
| AQ              |      |      |      | ?    | 1919 | 1167 | ?    |      |      |      |
| AJ              |      |      |      |      |      |      | ?    | 1149 | 690  | 173  |
| Caprice Classic |      |      |      |      |      |      | 135  | 306  | 197  | 222  |